# Apeadeiro de Trancoso
O Apeadeiro de Trancoso é uma interface da Linha do Douro, que serve a localidade de Trancoso, no concelho de Paredes, em Portugal.

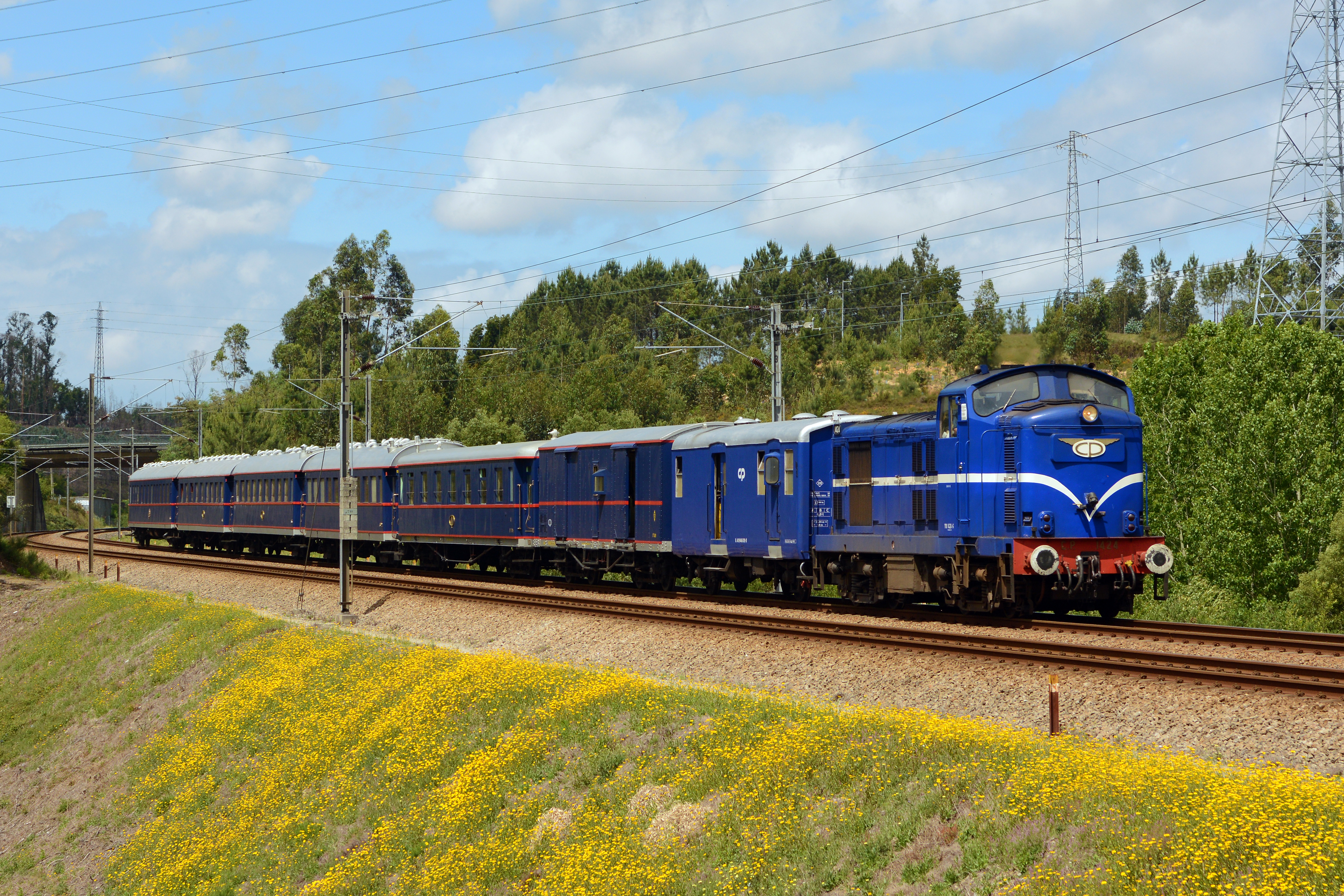
Comboio Presidencial a poente do apeadeiro de Trancoso, em 2017.

## Descrição

### Localização e acessos
Este apeadeiro dista quase um quilómetro da paragem de autocarro mais próxima . Não obstante, a sua existência (junto com a das interfaces vizinhas de Terronhas, Recarei-Sobreira, Parada, e Cête) contribui para que as deslocações pendulares intermunicipais no sul do concelho de Paredes superem as intramunicipais.:p.90,102

### Infraestrutura
A plataformas têm 221 m de comprimento e 90 cm de altura,

### Serviços
Em dados de 2023, esta interface é servida por comboios de passageiros da C.P. de tipo urbano no serviço “Linha do Marco”, com 13 circulações diárias em cada sentido entre Porto - São Bento e Penafiel, e mais dois entre aquela estação e Marco de Canaveses; passam sem parar nesta interface 18 circulações diárias do mesmo serviço.

## História
Este apeadeiro situa-se no lanço da Linha do Douro entre Ermesinde e Penafiel, que abriu à exploração no dia 30 de Julho de 1875.

Os melhoramentos introduzidos no virar do século (décadas de 1990 a 2020), nomeadamente de duplicação e eletrificação da via, têm aumentado localmente a atratividade do meio ferroviário para as deslocações de passageiros.:p.124